# Loco Escrito
Loco Escrito (eigentlich Nicolas Herzig; * 27. Januar 1990 in Medellín, Kolumbien) ist ein Schweizer Reggaetón-/Latin-Pop-Musiker aus Wetzikon, Zürich.

## Biographie
Der Schweizer mit kolumbianischen Wurzeln wurde in Medellin geboren und wuchs in Wetzikon auf und besuchte dort die Primarschule und das Oberstufenzentrum. Von 2004 bis 2012 war er Mitglied der Hip-Hop-Combo LDDC, mit denen er diverse Alben veröffentlichte.
2013 begann er seine Solokarriere und veröffentlichte sein gratis Mixtape Mi vida…. Mit seinem 2014 erschienenen Debütalbum Mi vida es mia erreichte er Platz 28 der Schweizer Album-Charts. 2016 veröffentlichte er eine EP mit dem Namen La conquista. Er wurde zudem «Best Talent» beim Schweizer Radio SRF 3 im August 2016 und ist der erste Schweizer Künstler, der es in die NRJ Euro Top 30 geschafft hat.
Mit seinem dritten Studioalbum Estoy bien schaffte er es 2020 erstmals auf Platz eins der Schweizer Albumcharts. 2020 nahm er an der ersten Staffel Sing meinen Song – Das Schweizer Tauschkonzert teil. Loco Escrito ist auch der erste Künstler, der drei Swiss Music Awards in Folge mit «Adios» (2019), «Punto» (2020) und «Amame» (2021) gewinnen konnte in der Kategorie «Best Hit» eine, zusätzlich hat er einem Swiss Music Award als «Best Male Act» (2021) abgeräumt. Zu seinen Erfolgen zählen auch mehrere Top 10 Airplay-Charts Platzierungen und die Nomination für «Best Urban Act of the Year» an den LUKAS Awards.
Loco Escrito ist der grosse Überflieger der Schweizer Musikszene der letzten Jahre. Im April vom Jahr 2022 veröffentlichte er sein aktuelles Album "Fernando", das Platz 2 der Schweizer Albumcharts erreichte und mittlerweile in der Schweiz schon mit der Gold-Auszeichnung veredelt wurde.

## Diskografie

### Studioalben
| Jahr | Titel Musiklabel                                 | Höchstplatzierung, Gesamtwochen, AuszeichnungChartsChartplatzierungen (Jahr, Titel, Musiklabel, Platzierungen, Wochen, Auszeichnungen, Anmerkungen) | Anmerkungen                                              |
| Jahr | Titel Musiklabel                                 | CH | Anmerkungen                                              |
| ---- | ------------------------------------------------ | --- | -------------------------------------------------------- |
| 2014 | Mi vida es mia FarMore Records / Nation Music    | CH28 (4 Wo.)CH | Erstveröffentlichung: 21. März 2014                      |
| 2020 | Estoy bien Sony Music Switzerland                | CH1 Platin · (33 Wo.)CH | Erstveröffentlichung: 31. Januar 2020 Verkäufe: + 20.000 |
| 2022 | Fernando FarMore Records, Sony Music Switzerland | CH2 Gold · (4 Wo.)CH | Erstveröffentlichung: 29. April 2022 Verkäufe: + 10.000  |
| 2024 | 9013 Universal Music Switzerland                 | CH7 (1 Wo.)CH | Erstveröffentlichung: 27. September 2024                 |

### EPs
| Jahr | Titel Musiklabel                            | Höchstplatzierung, Gesamtwochen, AuszeichnungChartsChartplatzierungen (Jahr, Titel, Musiklabel, Platzierungen, Wochen, Auszeichnungen, Anmerkungen) | Anmerkungen                         |
| Jahr | Titel Musiklabel                            | CH | Anmerkungen                         |
| ---- | ------------------------------------------- | --- | ----------------------------------- |
| 2016 | La conquista FarMore Records / Nation Music | CH10 (1 Wo.)CH | Erstveröffentlichung: 10. Juni 2016 |

Weitere EPs
- 2016: De maravilla

### Singles als Leadmusiker
| Jahr | Titel Album         | Höchstplatzierung, Gesamtwochen, AuszeichnungChartsChartplatzierungen (Jahr, Titel, Album, Platzierungen, Wochen, Auszeichnungen, Anmerkungen) | Anmerkungen                                               |
| Jahr | Titel Album         | CH | Anmerkungen                                               |
| --- | ------------------- | --- | --------------------------------------------------------- |
| 2017 | Sin ti –            | CH15 Platin · (13 Wo.)CH | Erstveröffentlichung: 28. Mai 2017 Verkäufe: + 20.000     |
| 2018 | Adiós Estoy bien    | CH4 ×3Dreifachplatin · (31 Wo.)CH | Erstveröffentlichung: 25. Mai 2018 Verkäufe: + 60.000     |
| 2018 | Mi culpa Estoy bien | CH14 ×2Doppelplatin · (25 Wo.)CH | Erstveröffentlichung: 26. Oktober 2018 Verkäufe: + 40.000 |
| 2019 | Punto Estoy bien    | CH2 ×2Doppelplatin · (30 Wo.)CH | Erstveröffentlichung: 26. April 2019 Verkäufe: + 40.000   |
| 2019 | María Estoy bien    | CH35 Gold · (2 Wo.)CH | Erstveröffentlichung: 11. Oktober 2019 Verkäufe: + 10.000 |
| 2020 | Soledad Estoy bien  | CH53 (1 Wo.)CH | Erstveröffentlichung: 10. Januar 2020                     |
| 2020 | Ámame Fernando      | CH6 Platin · (21 Wo.)CH | Erstveröffentlichung: 24. April 2020 Verkäufe: + 20.000   |
| 2020 | Mamá Fernando       | CH36 (1 Wo.)CH | Erstveröffentlichung: 8. Mai 2020                         |
| 2020 | Triste Fernando     | CH18 Gold · (2 Wo.)CH | Erstveröffentlichung: 30. Oktober 2020 Verkäufe: + 10.000 |
| 2021 | Perdí Fernando      | CH31 (1 Wo.)CH | Erstveröffentlichung: 15. Januar 2021                     |
| 2021 | Mamacita Fernando   | CH48 Gold · (1 Wo.)CH | Erstveröffentlichung: 28. Mai 2021 Verkäufe: + 10.000     |
| Folgende Lieder erschienen nicht als Single, wurden aber durch das Album zum Download und Streaming bereitgestellt und konnten somit eine Platzierung erlangen: |                     | |                                                           |
| |                     | |                                                           |
| 2020 | Estoy bien          | CH93 Platin · (1 Wo.)CH | Charteinstieg: 9. Februar 2020 Verkäufe: + 20.000         |

Weitere Singles
- 2013: Sin descanso
- 2014: Bien contento
- 2014: Goal
- 2014: Tu me facinas
- 2015: Hasta el amenecer
- 2016: Salir bien
- 2016: Solo déjalo
- 2017: Control
- 2020: Uiui
- 2021: Tu Mirada (mit Grupo Extra)
- 2021: Bala Bala
- 2021: Mi Superman (mit Rodry-Go!)
- 2022: Contigo
- 2022: Esta Bien Así
- 2023: Mi Mundo
- 2023: Cosas De Amor
- 2023: Tu Carita
- 2023: Besos
- 2024: SucieriaZH
- 2024: Atrevida (mit EAZ)
- 2024: Tú y Yo
- 2024: Descontrol (mit Stress)
- 2024: Bailar Bachata (mit Juan Daniél)
- 2024: Miedo
- 2025: No Quiero Perderte

### Singles als Gastmusiker
- 2018: Hasta que se va (El Baile feat. Loco Escrito)
- 2021: So What? (Minjour feat. Gyptian, Loco Escrito)

## Auszeichnungen für Musikverkäufe
Anmerkung: Auszeichnungen in Ländern aus den Charttabellen bzw. Chartboxen sind in ebendiesen zu finden.
| Land/RegionAuszeichnungen für Musikverkäufe (Land/Region, Auszeichnungen, Verkäufe, Quellen) | Gold     | Platin       | Verkäufe | Quellen      |
| -------------------------------------------------------------------------------------------- | -------- | ------------ | -------- | ------------ |
| Schweiz (IFPI)                                                                               | 4× Gold4 | 11× Platin11 | 260.000  | hitparade.ch |
| Insgesamt                                                                                    | 4× Gold4 | 11× Platin11 |          |              |

## Auszeichnungen und Nominierungen

### Auszeichnungen
Energy Music Awards
- 2020: in der Kategorie «Schweizer Künstler»[7]

MTV Europe Music Awards
- 2018: in der Kategorie «Best Swiss Act»[8]

Swiss Music Awards
- 2019: in der Kategorie «Best Hit» (für Adios)[9]
- 2020: in der Kategorie «Best Hit» (für Punto)[10]
- 2021: in der Kategorie «Best Male Solo Act»[11]
- 2021: in der Kategorie «Best Hit» (für Ámame)[12]

### Nominierungen
Energy Music Awards
- 2019: in der Kategorie «Schweizer Künstler»[13]

MTV Europe Music Awards
- 2020: in der Kategorie «Best Swiss Act»[14]

Swiss Influencer Awards
- 2019: in der Kategorie «Musik»[15]

Swiss Music Awards
- 2019: in der Kategorie «Best Male Solo Act»[16]
- 2023: in der Kategorie «Best Male Act»[17]